# West Bend (Wisconsin)
Pour les articles homonymes, voir West Bend.
La ville de West Bend est le siège du comté de Washington, dans le Wisconsin, aux États-Unis.

## Jumelages
- Heppenheim (Allemagne)
- Pazardjik (Bulgarie)
- Aishō (Japon)